# Gare de Puteaux
Gare de Puteaux vasútállomás Franciaországban, Puteaux településen.

## Vasútvonalak
Az állomást az alábbi vasútvonalak érintik:
- Párizs-Saint-Lazare-Versailles-Rive-Droite-vasútvonal

## Kapcsolódó állomások
A vasútállomáshoz az alábbi állomások vannak a legközelebb:
- Gare de la Défense (Paris Gare Saint-Lazare, Transilien line L)
- Gare de Suresnes - Mont Valérien (Gare de Versailles-Rive-Droite, Gare de Saint-Nom-la-Bretèche - Forêt de Marly, Transilien line L)
- Gare de Suresnes - Mont Valérien (Gare de La Verrière, Transilien U)
- Gare de la Défense (Gare de la Défense, Transilien U)